# نیروهای مسلح لهستان
نیروهای مسلح جمهوری لهستان (به لهستانی: Siły Zbrojne Rzeczypospolitej Polskiej) (اختصاری SZ RP) که به اصطلاح ارتش لهستان (به لهستانی:  Wojsko Polskie) (اختصاری WP) نامیده می‌شود نیروهای مسلح لهستان است که شامل نیروی زمینی لهستان (به لهستانی:  Wojska Lądowe)، نیروی هوایی لهستان (به لهستانی: Siły Powietrzne)، نیروی دریایی لهستان (به لهستانی:  Marynarka Wojenna)، نیروهای ویژه لهستان (به لهستانی: Wojska Specjalne) و نیروهای دفاع منطقه‌ای لهستان (به لهستانی: Wojska Obrony Terytorialnej) می‌شود و تحت فرماندهی وزارت دفاع ملی لهستان قرار دارند.
نیروهای مسلح لهستان از سال ۲۰۰۲ تا ۲۰۱۴ به عنوان جزوی از نیروهای آی‌ساف در افغانستان حضور داشت که بزرگترین عملیات نظامی این نیرو پس از پیوستنش به ناتو بود. همچنین ارتش لهستان در جنگ عراق طی سال‌های ۲۰۰۳ تا ۲۰۰۸ فرماندهی نیروهای ائتلاف شامل ۲۸ کشور و ۸۵۰۰ سرباز را در جنوب عراق به عهده داشت.